# Тоне Газари
Антун Тоне Газари (Tone Gazzari 4. фебруар 1912.— ?) је бивши југословенски пливачки репрезентативац. Био је члан Пливачког клуба Јадран из Сплита.
Године 1931 био је државни првак на 100 метара леђно резултатом 1:20,8.
Учествовао је на Летњим олимпијским играма 1936. у Берлину. Био је члан штафете 4 х 200 метара слободним стилом. Штафета у саставу Драшко Вилфан, Тоне Газари, Змај Дефилипис и Тоне Церер заузимањем четвртог места у групи три , није се успела пласирати у финале. Постигнутим резултатом 9:40,3 штафета је заузела 10 место у овој дисциплини.